# Thetis (Schiff, 1831)

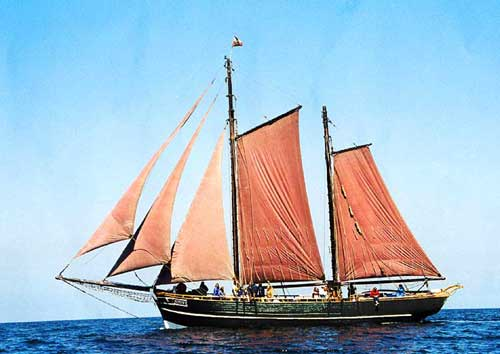
Eine Pommersche Galeasse, wie sie im 19. Jahrhundert in der Ostsee verbreitet war

Die Thetis war ein kleines Frachtsegelschiff mit sieben Mann Besatzung, einschließlich des Kapitäns. Es wurde 1831 in Pillau gebaut und verkehrte als Frachtsegler zwischen ostpreußischen Hafenstädten und London. Es erlangte Bekanntheit als Fluchtfahrzeug des jungen Komponisten Richard Wagner.

## Geschichte

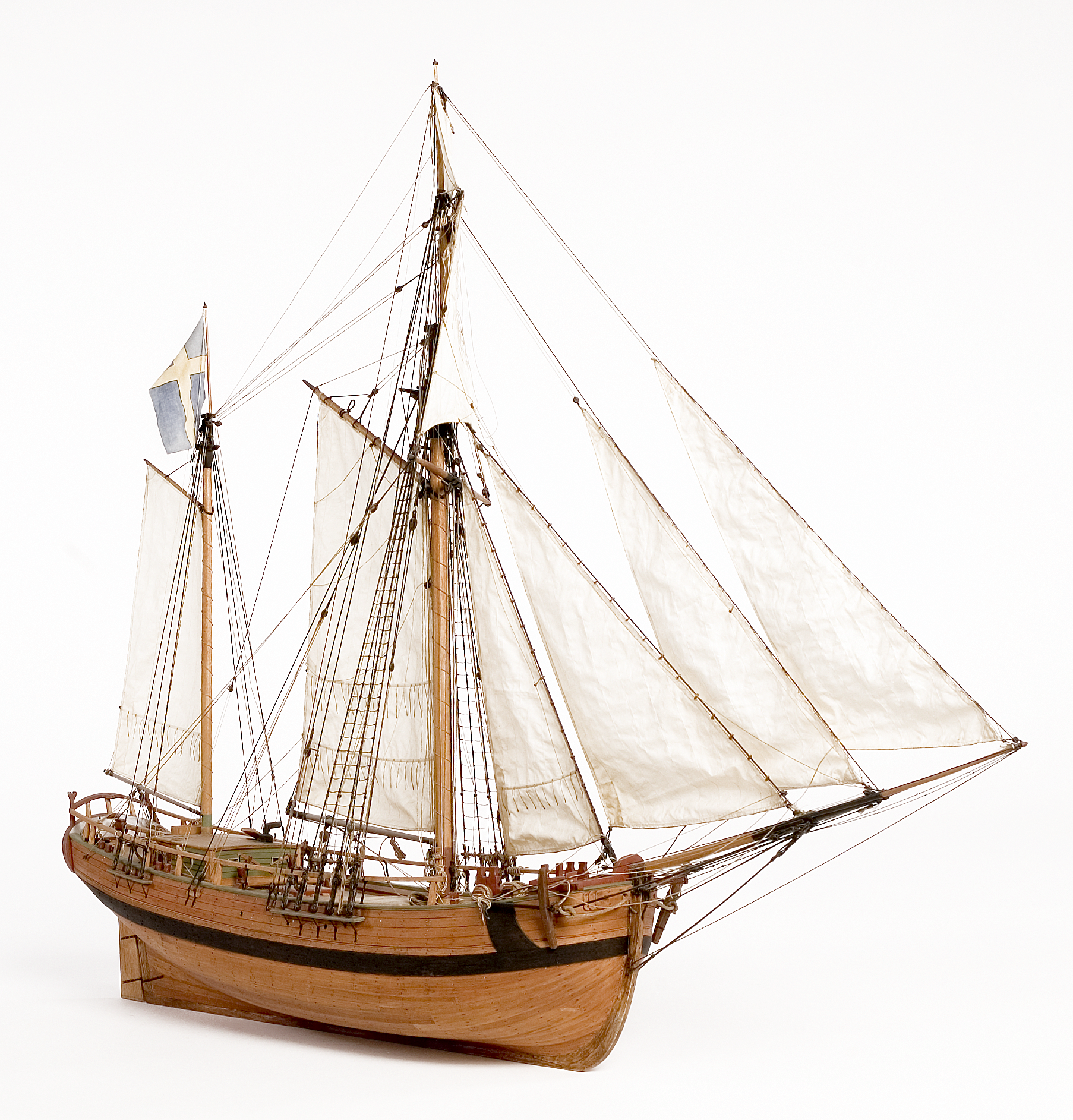
Modell einer Galeasse aus dem Seehistorischen Museum in Stockholm

Da die Thetis seinerzeit in dieser Region ein gängiger Schiffstyp war und es in der ersten Hälfte des 19. Jahrhunderts weitere (kleine, mit wenig Besatzung fahrende) Schiffe mit dem Namen Thetis gab, sind viele Angaben der Wagner-Biografen heute kaum zweifelsfrei zu überprüfen. Ein Dokument, das den Kapitän des wagnerschen Fluchtschiffs benennt, gibt es nicht. Auch hat Wagner selbst dies nie erwähnt, wie Martin Gregor-Dellin in seinem Buch „Richard Wagner: Sein Leben. Sein Werk. Sein Jahrhundert“ fälschlicherweise behauptet.
Es gab zu dieser Zeit an der Ostsee weitere infrage kommende Schoner mit dem Namen Thetis. So reklamiert die pommersche Gemeinde Damgarten den Bau des Schiffs, mit dem Wagner reiste, für sich. So wurde hier 1834 ein Schiff namens Thetis auf der Werft Johann Daniel Dierling gebaut und fuhr unter dem Schiffer (Kapitän) Heinrich. Th. Zeplien aus Wustrow. Diese Angabe findet sich nebst Angabe des Reeders J. C. Janenztki auch im „Alphabetischen Verzeichniss der deutschen Kauffahrteischiffe […] 1872“.
Dies korreliert mit anderen Angaben, wonach eine Schaluppe mit dem Namen Thetis 1829 in Rostock von H. Elias Ramm erbaut und später zur Galeasse umgetakelt wurde. Hier stimmt auch der Reeder überein, jedoch wird, zumindest ab 1829, als Schiffer J. F. Galle angegeben. Das Schiff strandete 1872 bei Swinemünde.
Die geringfügig abweichenden Jahresangaben und verschiedenen Schiffsführer des womöglich gleichen Schiffs könnten Änderungen nach Überholungen und Umbauten in verschiedenen Werften gewesen sein.
Das Schiff, was Richard Wagner zur Flucht verhalf, wurde jedoch mit großer Wahrscheinlichkeit in Pillau gebaut, da die Reeder damals meistens mit den Werften, Segelmacher und Ankerschmieden vor Ort, die auch Anteile an den neuen Schiffen hielten, eng zusammenarbeiteten. Der erste Reeder und Auftraggeber des Schiffbaus war der Pillauer Jakob P. Liedtke (1770–1842), ein Nachfahre 1680 eingewanderter Holländer. Auch sein Sohn J. P. Liedtke wurde Reeder.
Das, sehr wahrscheinlich durch den Schiffsbaumeister Eggert gebaute, Schiff hatte zwei Masten, die voll begaffelt werden konnten. Vorne waren drei Stagsegel befestigt und unter dem Bugspriet befand sich eine Galionsfigur, die die griechische Nymphe Thetis darstellte (bei der wagnerschen Reise verloren gegangen). Das Schiff hatte einen Tiefgang von 2,70 m. Die Thetis fuhr später unter einem Kapitän Teschner und C. W. Moie. Nach Verkauf an die schwedisch-deutsche Reederei Malmros & Co in Königsberg kam ein Kapitän C. Groth auf  das Schiff. Es ist 1849, zehn Jahre nach der wagnerschen Überfahrt, aus unbekannten Gründen auf See verschollen.

## Das Schiff
Die Thetis soll eine 25 Meter lange Galeasse mit 120 Bruttoregistertonnen gewesen sein. Dieser Bautyp war an pommerschen Häfen weit verbreitet, daher hatte das Schiff vermutlich eine Breite von ungefähr 6 m und eine Segelfläche von ca. 170 m². Das Lloyds Schiffsregister weist 106 Tonnen aus und der Segler soll zum Zeitpunkt der wagnerschen Flucht mit 99 Lasten Hafer und 2 Lasten Erbsen für einen Londoner Auftraggeber namens Lee beladen gewesen sein. Dabei ergeben alle bisherigen Angaben nur einen Sinn, wenn man annimmt, dass der Schiffseigner (bzw. die Wagnerbiografen) noch mit der preußischen Schiffslastdefinition vor 1816 gerechnet hat, welche rd. 1,5 Tonnen beinhaltet. Bei einem Hafergewicht von 45 – 54 kg/hl sind die Angaben plausibel. Andere in der Literatur zu findende Angaben von „172,71 [?] Hafer und Erbsen“, 192,7 Tonnen oder eine schlichte Verdoppelung hin zu 198 Tonnen beziehen sich daher möglicherweise auf die mittelalterliche Berechnung, die zwei Tonnen pro Last vorsah (siehe hierzu Last (Einheit)).

## Richard Wagners Flucht

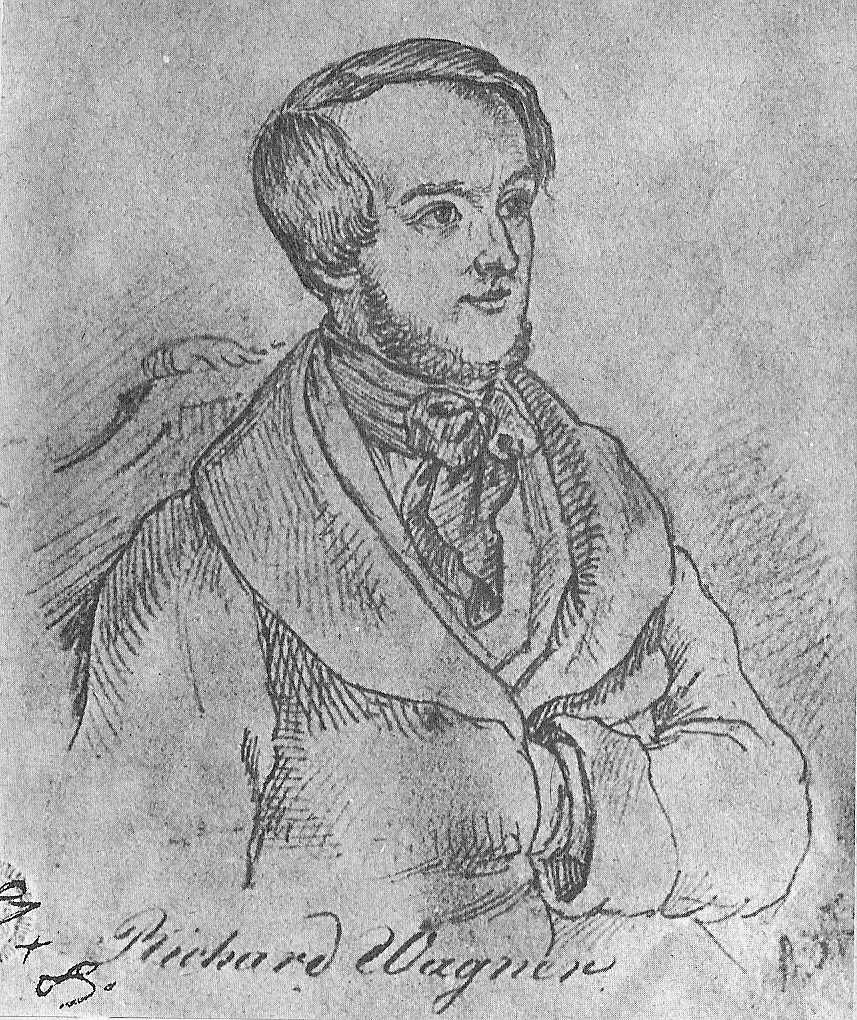
Richard Wagner im Jahre 1842

Der junge Richard Wagner trat im August 1837 am Theater in Riga die Stelle des Musikdirektors an. Zwei Jahre später verlor er seine Anstellung und sah sich aus Furcht vor seinen Gläubigern, die er nicht bezahlen konnte, dazu gezwungen, die russisch-ostpreußische Grenze zu überschreiten und zu fliehen. Er gelangte im Sommer 1839 in Pillau (heute Baltijsk) auf die Bark Thetis, dessen Kapitän R. Wulff ihn, seine Ehefrau Minna und einen Hund („Robber“) heimlich und ohne Passkontrollen mit nach London nahm. Am 19. Juli 1839, ein Freitag, begann die Schiffsreise, entlang des „schönen Schloß von Helsingör vorbei […] und segelte durch das Kattegat dem Skagerrak zu“ (Richard Wagner in „Mein Leben“; Helsingör passierte er am 25. Juli). Aufgrund plötzlich auftretender stürmischer See und Hafenaufenthalten dauerte die Fahrt von – in normaler, umwegefreier Distanz – 1033 Seemeilen fast dreimal so lange wie üblich, nämlich über drei Wochen (vom 19. Juli bis zum 12. August); hierbei geriet das Schiff fast in Seenot. Bei einem Brecher im Kattegat riss die Galionsfigur, eine hölzerne Darstellung der namensgebenden Nymphe Thetis, ab. Einer der Seeleute hieß Koske, Mitglied einer bekannten Pillauer Seefahrerfamilie. Am 29. Juli lief das Schiff wegen des tobenden Sturmes den norwegischen Hafen Sandvika bei Tvedestrand an. Hier hatten bereits die Brigg Juno aus Elbing, ebenfalls von Pillau nach London mit Getreide unterwegs, und das Vollschiff Farewell, beladen mit Bauholz, auf seiner Jungfernfahrt nach Paimboeuf bei Nantes, vor dem Sturm Schutz gesucht. Als am 31. Juli die Reise fortgesetzt wurde, hatte das Schiff nur wenige Stunden später eine Grundberührung, weswegen es einen Hafen der Insel Tromøy aufsuchen musste. Am 12. August 1839 lief die Thetis mit der Komponistenfamilie im englischen Gravesend ein. Das Erlebte war für Wagner lebendiges Kolorit für sein 1843 uraufgeführtes Opernwerk Der Fliegende Holländer.
Der Kapitän R. Wulff erwarb später die Bark Die Biene und trat als Reeder auf.